# ハック・ア・シャック
ハック・ア・シャック (Hack-a-Shaq) は、バスケットボールにおいてフリースローの下手な選手に対して意図的にパーソナル・ファウルをすること。もともとはNBAのダラス・マーベリックスの監督であったドン・ネルソンがシカゴ・ブルズと対戦するときに失点を減らすために使われた守備の戦術。しかし2000年ごろからはロサンゼルス・レイカーズにいたシャキール・オニールと対戦するチームによって主に使われている。プレーオフなど、緊迫した試合の終盤で使われることがある。近年はオニール以外の選手相手に仕掛けた場合は「ハック・ア・シャック」とは言わず単に「ハック」とのみ呼ばれることが一般的。
Hackとは相手の選手を手ではたくことによるファウルであり、シャキール・オニールに対して多用されることによって、また、韻を踏んで語感がいいのでこのような名前で呼ばれている。ほかにはブルース・ボウエンに対してBruise-a-Bruce、ベン・ウォレスに対してHack-a-Benという呼び方がされる。デトロイト・フリー・プレスはBop-a-Benと呼ぼうと提案している。

## オフ・ザ・ボールの選手に対する意図的なファウル
ウィルト・チェンバレンが意図的なファウルを頻繁に受けて、リーグが問題視し始めた。初めのころはオフ・ザ・ボール（ボールを持っていない人）の選手へのファウルに対する決まりがなかった。得点能力は高かったがフリースローの下手なチェンバレンは相手ディフェンダーから逃げるため走り回っていた。NBAはこの好ましくない状況を回避するために、試合の残り時間が2分以内では、「オフ・ザ・ボールの選手に対して意図的にファウルをしても、フリースロー後に攻撃権は移らない」というルールを設定した。僅差の試合終盤で行われるファウルゲームでは、ボールハンドリングしているオフェンスプレーヤーに対してファウルを行う必要がある。
パット・ライリーの言葉。「最も楽しいことのひとつは、ウィルトを追っている選手を見ることだった。おにごっこのようだった。ウィルトは走り回った。あまりにもまぬけに見えるのでリーグはルールを変えたんだ。」

## ハック・ア・シャックの誕生
ドン・ネルソンは1990年代に理論を生み出す。「フリースローの下手な選手に対するファウルを繰り返すことは、普通のディフェンスをするよりも失点を減らせる」というもの。

### この作戦の最初の犠牲者
ドン・ネルソンは1997年にこの作戦をシカゴ・ブルズにいたデニス・ロッドマンに使った。ロッドマンのシーズン平均フリースロー成功率は38%だったためである。しかしその試合でロッドマンはフリースローを12本中9本を決め、作戦は大失敗に終わった。むしろ犠牲者はネルソン率いるマーベリックスのババ・ウェルズといえる。彼は3分でファウル・アウトするというNBAの不名誉な新記録を打ち立ててしまったからである。

### シャックに対して初めて使用
1999年にドン・ネルソンはシャックに対してハック・ア・シャックを実行した。レイカーズはその試合に勝利したものの、シャックはフリースロー37本中13本の成功にとどまり、成功したこの戦術はリーグに広まった。

### その他の選手への使用
2015年のプレーオフ2回戦で、ロサンゼルス・クリッパーズがヒューストン・ロケッツのドワイト・ハワードに対して使用、第2戦でハワードはフリースローを21本中13本ミスした。第4戦ではクリッパーズのデアンドレ・ジョーダンが前半だけで28本のフリースローを試投するNBA記録が誕生、ジョーダンはそのうち10本しか成功できなかった。7戦に及んだシリーズでハワードは85本中33本成功、ジョーダンは84本中39本の成功にとどまった。
他にこの作戦が使用される選手としては、ベン・ウォーレス、ブルース・ボウエンがあげられる。ウォーレスは生涯フリースロー成功率が42%しかなくNBA史上最低の成功率(1000回以上試投した選手中）である。また、ボウエンは3ポイントシュートの名手として知られているにも関わらず、フリースロー成功率56%であるため、狙われがちである。
2016年1月20日、ヒューストン・ロケッツ対デトロイト・ピストンズ戦において、ロケッツが、ピストンズセンターの アンドレ・ドラモンドに対して、ハック戦術を用い、計36フリースロー中、成功数13という結果となり、1試合で、1プレーヤーが23本のフリースローを外すというNBA記録が生まれた。

## 問題提起
2000年にカンファレンス決勝でポートランド・トレイルブレイザーズが、NBAファイナルでインディアナ・ペイサーズが実行した。しかし、レイカーズが優勝したのでリーグは特に問題視しなかった。
NBAコミッショナーのデビッド・スターン「急いで、ハック・ア・シャックの解決策を作るつもりはない。」
スターンの後にNBAコミッショナーとなったアダム・シルバーは、2015年、この戦術を取れないようにするルール改正を検討することを明らかにした。

## シャックのコメント
「もうフリースロー成功率は気にしない。必要なときには決めるって前から言っている。」

## 批判
作戦を実行したロサンゼルス・クリッパーズに対してタイショーン・プリンスは「自分のチーム（この場合、クリッパーズ）の選手に対して失礼だ。君たちは守備ができない、と自分のチームの選手に言っているのと同じだ。」と述べた。

## 05-06シーズン
2006年のプレイオフのイースタンカンファレンス決勝では、デトロイト・ピストンズ対マイアミ・ヒートのシリーズで両チームが使用した。NBAファイナルでは、延長戦にもつれ込んだ第5戦でダラス・マーベリックスも使用した。

## フィクションでの事例
漫画「SLAM DUNK」にて、「ハック・ア・シャック」という言葉が生まれる前に同様の作戦が描かれた。インターハイ予選決勝リーグのある試合で主人公・桜木花道がバスケットボール歴3ヶ月足らずであることに着目した対戦相手のポイントガード牧紳一が桜木に対して試合中2度に渡り意図的にパーソナルファウルを仕掛けている。